# Château de Vendeuvre-sur-Barse
Le château de Vendeuvre-sur-Barse est un château situé à Vendeuvre-sur-Barse, en France.

## Localisation
Le château est situé sur la commune de Vendeuvre-sur-Barse, dans le département français de l'Aube.

## Description

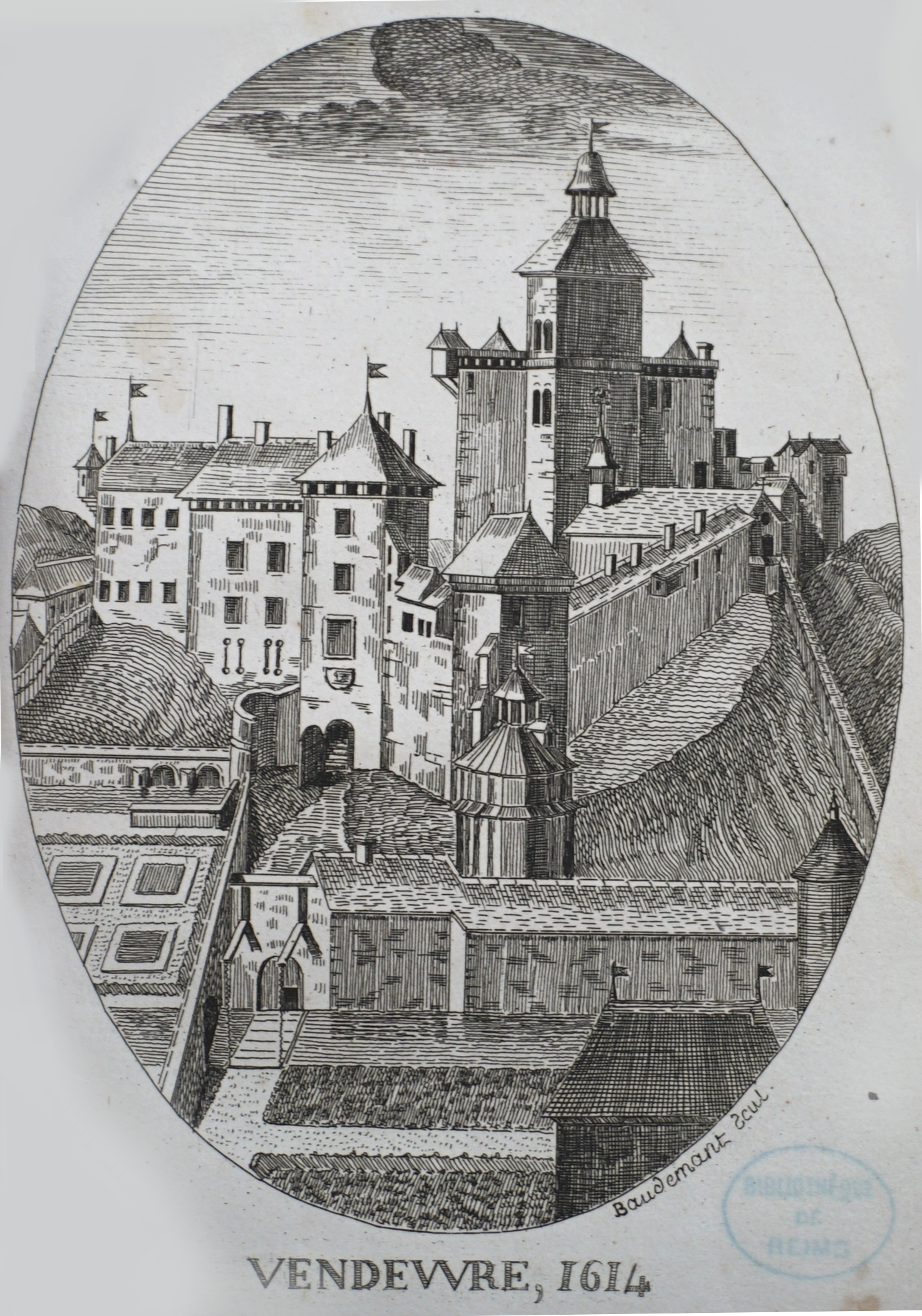
Vue du château en 1614.

Un aveu rendu en 1603 par François de Luxembourg décrivait le château comme flanqué de tours, avec parc fermé de murailles, très coûteux à entretenir. Dans un second aveu, daté de 1656, Jean IX de Migrigny se montre plus explicite. Il fait état du château et forteresse... avec double pont-levis, consistant : la haute cour en un grand corps de logis et grand escalier que j'ai fait bâtir; un donjon et grosse tour ancienne, chapelle, tours, écuries... la basse cour, fermée de fossés et pont-levis, consistant en un logement que j'ai fait bâtir, aussi. Fortement remanié au XIXe siècle, le château se compose essentiellement d'un grand logis d'allure massive, élevé au XVIIe siècle mais réutilisant largement des maçonneries antérieur. La façade d'arrivée, au nord, présente l'ordonnance caractéristique de l'époque Louis XIII, avec ses fenêtres groupées au centre, sa corniche à modillons et ses lucarnes, au fronton chargé de boules. La façade sud, en revanche, doit la rareté de ses ouvertures à l'épaisseur de ses murs, hérités, comme ceux du pignon ouest, de la forteresse médiévale. flanquée d'un côté d'une forte tour quadrangulaire, de l'autre d'une échauguette ajoutée au XIXe siècle, elle donne sur des terrasses dominant une grande esplanade gazonnée, traversée par la Barse qui prend sa source sous le château même.
Double en profondeur, le corps de logis abrite un grand escalier de pierre, aux volées droites appuyées sur des arcades rampantes, orné de bas-reliefs néoclassiques de Simart.

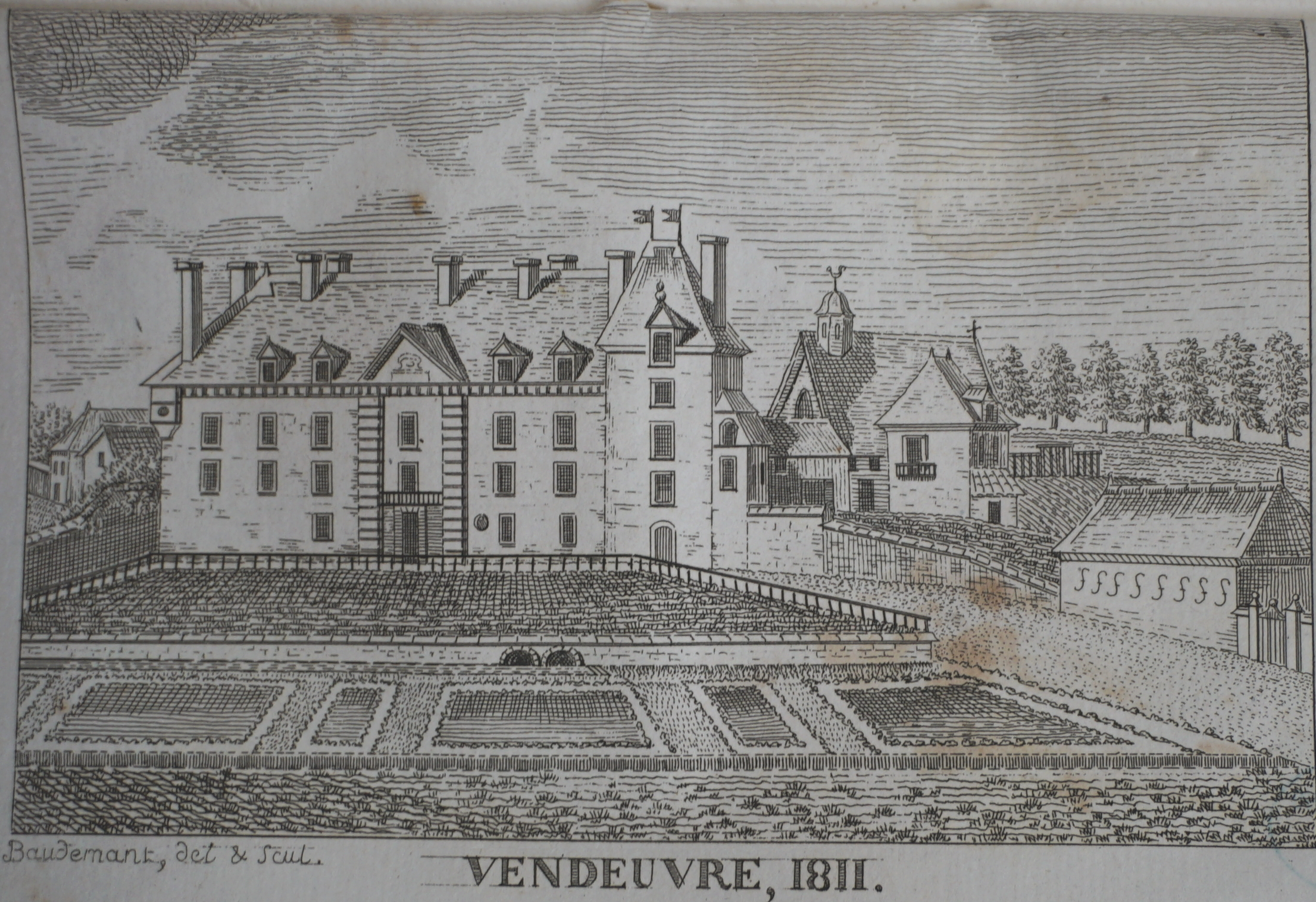
La façade en 1811.

## Historique
Dès 1107, la famille de Vendeuvre posséda le château fort. Le château et la seigneurie passèrent à Miles X de Noyers, maréchal et bouteiller de France, puis au XVe siècle à la famille de Mello. La baronnie de Vendeuvre, l'une des plus anciennes de Champagne, échut par acquisition à Charles Ier d'Amboise, gouverneur de Champagne et de Bourgogne qui l'acheta à Charles de Mello, au milieu du XVe siècle. Son fils aîné, François d'Amboise, grand-maître de l'ordre de Saint-Lazare, hérita de cette baronnie à la fin du XVe siècle et habita le château durant quelques années. Après sa mort, son frère cadet, Charles II d'Amboise grand-maître et maréchal de France devint le maître des lieux. Après le décès de Charles II, en 1511, la baronnie passa dans les mains de sa sœur Catherine d'Amboise (dame de Lignières). Celle-ci en fit don à sa nièce Antoinette d'Amboise (épouse en secondes noces d'Antoine de La Rochefoucaud). Cette dernière qui se maria en troisièmes noces à Louis de Luxembourg, conserva la baronnie et le château jusqu'à sa mort en 1552. La baronnie échut au XVIIe siècle à Henri de Luxembourg, duc de Piney et prince de Tingry, puis à ses deux filles qui la vendirent en 1638. L'acquéreur Jean VIII de Mesgrigny, conseiller d'État, obtint en 1644 son érection en marquisat. Son fils Jean IX, vicomte de Troyes, intendant de Champagne, puis premier président au parlement de Provence et conseiller d'État, fit reconstruire le corps de logis. Héritier des Mesgrigny, Claude-Léon Bouthillier de Chavigny vend le domaine en 1752 à Gabriel Pavée de Provenchères, aïeul de Guillaume Pavée de Vendeuvre qui présidera sous Louis-Philippe le conseil général de l'Aube. Le château est cédé par la famille de Marthe Bourlon de Sarty, grand-mère de Gabriel Attal pour le franc symbolique au Conseil général de l'Aube.
L'édifice est inscrit au titre des monuments historiques en 1963 et 1981, et classé en 1981.